# Tierra Negra (Cabimas)
Tierra Negra es uno de los sectores que conforman la ciudad de Cabimas en el estado Zulia, en Venezuela. Pertenece a la parroquia Carmen Herrera.

## Etimología
Su nombre viene del antiguo cementerio, el primero que tuvo Cabimas en la carretera H con Av Miraflores, dicho cementerio fue cerrado en 1980 y las tumbas extraídas y llevadas a una fosa común en Los Laureles. En su lugar se construyó la nueva sede de los tribunales civiles de Cabimas y la nueva alcaldía de Cabimas.

## Ubicación
Tierra Negra se encuentra entre los sectores Barrio Obrero y Las 40's al norte (carretera H), Miraflores y Buena Vista al sur (av Miraflores), el centro viejo al oeste (av Miraflores) y El Solito, Miraflores y Guabina al este (av Carabobo).

## Zona Residencial
Tierra Negra es uno de los sectores populares de la ciudad, constituido por calles estrechas, tiene una plaza en honor a San Benito de Palermo la cual fue destruida para la construcción de una cancha y un ambulatorio, la plaza Juan Crisóstomo Falcón, la cual fue remodelada en el 2011, y la nueva sede de la Alcaldía de Cabimas está siendo construida allí y aún no ha sido terminada.

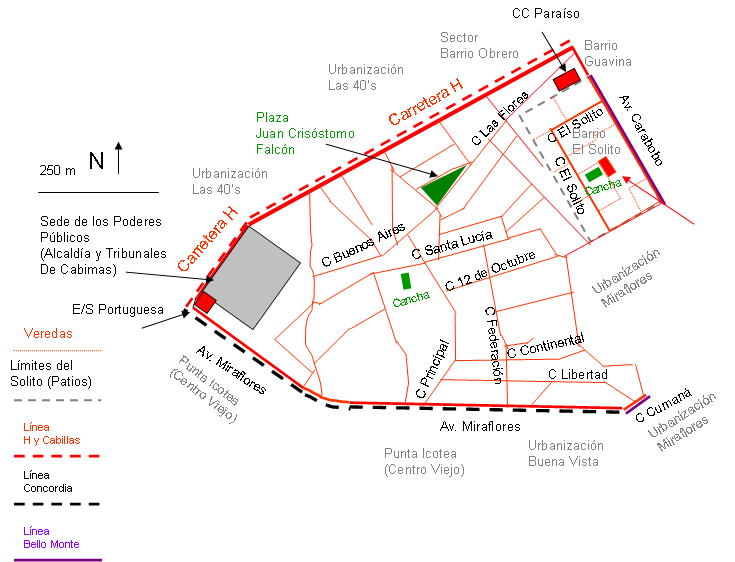
Sector Tierra Negra

## Vialidad y Transporte
Ninguna línea de carros se mete en Tierra Negra, pero si pasan por las calles que la limitan, por la H pasan H y Delicias y H y Cabillas, por la Miraflores pasan Bello Monte y Concordia y por la Carabobo pasa Bello Monte. La Carabobo realmente no pertenece a Tierra Negra, pues está entre Guabina y Miraflores por un lado y el Solito y Miraflores por el otro, sin embargo metiéndose por esas calles se llega directo a Tierra Negra.

## Sitios de Referencia
- Estación de Servicio Texaco. Carretera H, con av Universidad y av Miraflores.
- CC Paraíso. Av Carabobo con carretera H.
- Nueva sede Alcaldía de Cabimas. Carretera H frente al palacio episcopal.
- Heladería Rigoletto, Av. Miraflores (cerrado y mudado a Carretera H)
- Antiguo cementerio, actual alcaldía abandonada Carretera H